# Aventurile lui Pinocchio
Aventurile lui Pinocchio (în italiană Le avventure di Pinocchio) este un roman pentru copii scris de autorul italian Carlo Collodi.
Prima jumătate a cărții a apărut în foileton între 1881 și 1883, fiind adunată și completată sub formă de carte pentru copii în februarie 1883. Cartea povestește aventurile unui personaj numit Pinocchio, o marionetă care a prins viață, și ale tatălui său sărac, un tâmplar pe nume Geppetto. Romanul este considerat un clasic al literaturii pentru copii și stă la baza multor opere de artă derivate, cum ar fi filmul casei Disney din 1940, cu titlul Pinocchio.
Această carte este un roman de aventură pentru copii și are rol educativ, condamnând minciuna și neascultarea părinților. Povestea prezintă viața unui băiețel de lemn care nu vrea să meargă la școală, ajunge într-un bâlci muzical, este păcălit de Vulpe și Motan (personaje negative) și trece prin alte aventuri fascinante care îi formează caracterul. Ajutat de Zâna cea Bună (care îi este ca o mamă), se dezvață de mințit și reușește să devină un băiețel adevărat, așa cum a visat!

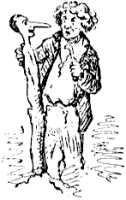
Tâmplarul Geppetto cioplindu-l pe Pinocchio

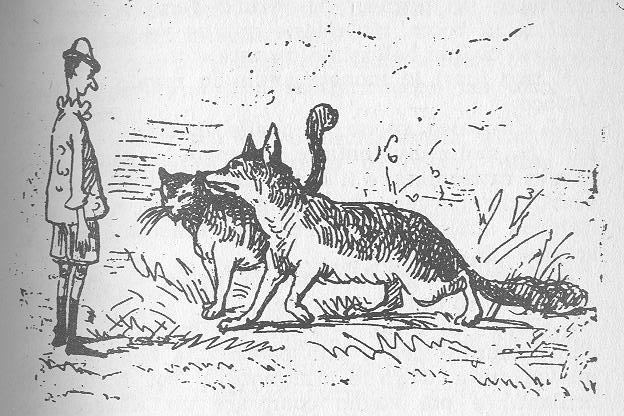
Pinocchio și personajele negative ale cărții, Motanul și Vulpea